# سرتوخن‌بوس
شهر دن‌بوس (به هلندی: 's-Hertogenbosch) در برابانت شمالی در کشور هلند واقع شده‌است. جمعیت این شهر ۱۳۶٫۴۰۷ نفر  است.